# نجم لويتن
نجم لويتن (GJ 273) هو قزم أحمر في كوكبة الكلب الأصغر (كانيس الصغرى) يقع على مسافة تقدر بحوالي 12.36 سنة ضوئية (3.79 فرسخ فلكي) من الشمس. نجم لويتن خافت جدا قدرة الظاهري 9.9 MV، ويصعب مشاهدتة بالعين المجردة . سُمّيَ بِاسْمِ ويليم جاكوب لويتن الذي حدد حركته الخاصة العالية لأول مرة في عام 1935 بالتعاون مع إدوين ج. إبيغوسن.
تعادل كتلة نجم لويتن تقريبا ربع كتلة الشمس  وقطرة يساوي 35٪ من قطر الشمس . نجم لويتن في أقصى كتلتة وهي كتلة تكون فيها طبقة الحمل طاغية كليا على القزم الأحمر، مما يعني أن معظم إن لم يكن كل النجم يشكل منطقة حمل حراري موسعة.